# Thomas Chipman McRae

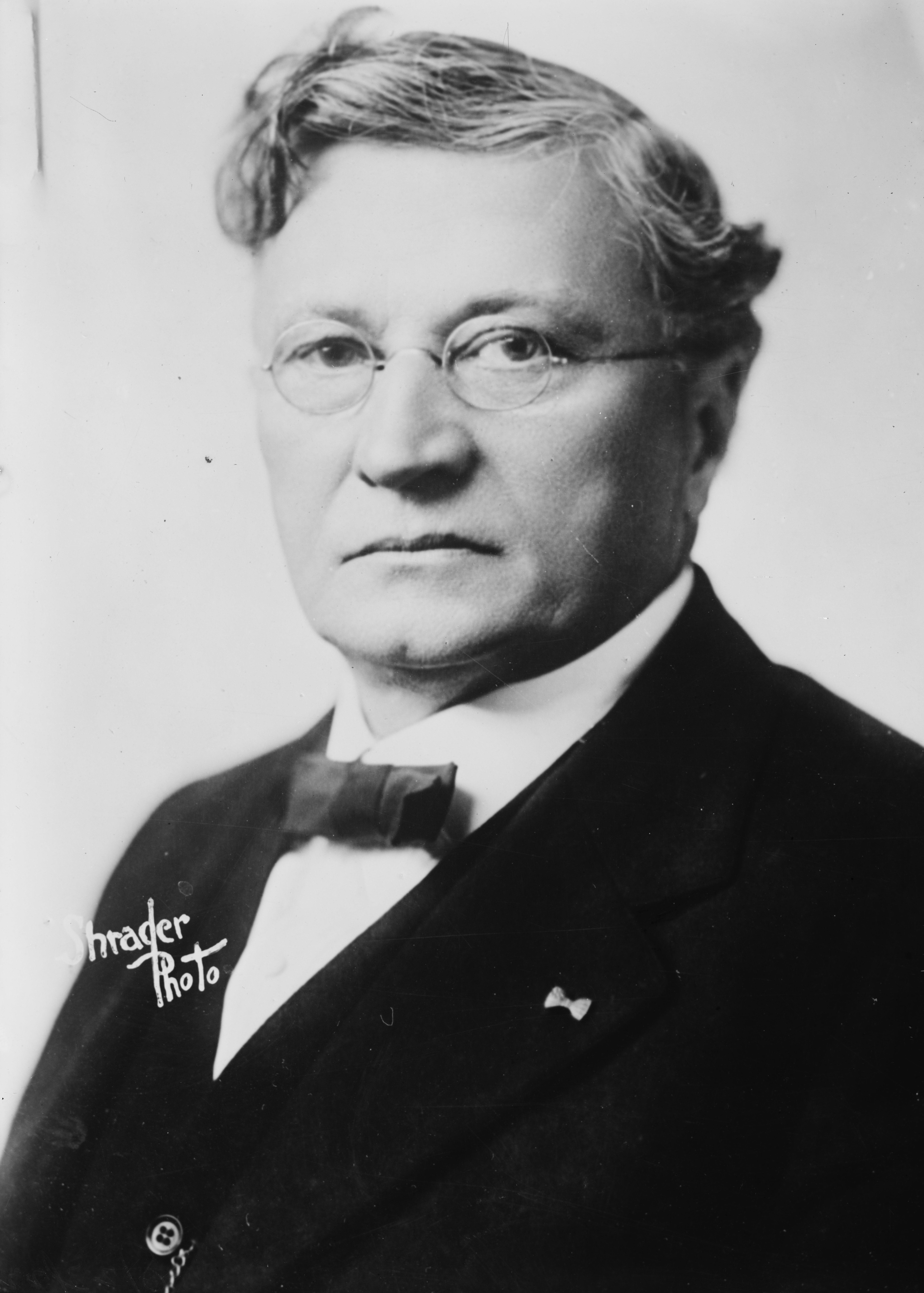
Thomas Chipman McRae

Thomas Chipman McRae, född 21 december 1851 i Union County, Arkansas, död 2 juni 1929 i Prescott, Arkansas, var en amerikansk demokratisk politiker. Han var ledamot av USA:s representanthus 1885-1903 och den 26:e guvernören i delstaten Arkansas 1921-1925.
McRae studerade juridik vid Washington and Lee University i Lexington, Virginia. Han inledde 1873 sin karriär som advokat i Nevada County, Arkansas och gifte sig 1874 med Amelia Ann White. Paret fick sex döttrar och tre söner.
McRae var ledamot av Arkansas House of Representatives, underhuset i delstatens lagstiftande församling, 1877-1879. Han var sedan elektor i presidentvalet i USA 1880. McRae visade populistiska drag under sin tid i USA:s representanthus, bland annat förespråkade han fri silver istället för guldmyntfot. När han lämnade kongressen, uppfattades han som en av tidens progressiva politiker. Han understödde skatteförhöjningar.
McRae var sedan under flera års tid verksam inom den privata sektorn som advokat och som en framstående bankman. Demokraternas progressiva falang saknade en självskriven ledargestalt i Arkansas och därför övertalades McRae att ställa upp i 1920 års guvernörsval. Han besegrade Smead Powell i primärvalet efter en hård kampanj och fick sedan 65% av rösterna i själva guvernörsvalet. Han omvaldes två år senare med 78% av rösterna.
McRaes grav finns på De Ann Cemetery i Prescott, Arkansas.